# Jan Piotr Sapieha
Jan Piotr Sapieha (Bychów, 1569 – Mosca, 15 ottobre 1611) è stato un politico e militare polacco.

## Biografia
Discendente da una famiglia della nobiltà polacca d'origine lituana, studiò dapprima all'Università di Vilnius e poi in quella di Padova. Dopo essere tornato dall'estero accompagnò suo padre in una spedizione contro i Tatari e i Valacchi. Nel 1600 divenne membro del parlamento del distretto di Hrodna. Nonostante un iniziale rifiuto di accettare l'offerta di Krzysztof Mikołaj Radziwiłł, prese parte alla guerra di Livonia. Lui ed il suo reggimento, sotto l'alto comando di Jan Karol Chodkiewicz, si distinsero nella battaglia di Rakibor del 5 marzo 1603. Partecipò anche alla vittoriosa battaglia di Weissenstein del 25 settembre 1604, dove l'esercito polacco assediò la città e distrusse le forze svedesi. In riconoscimento dei suoi meriti, Sapieha ricevette il comando temporaneo del campo dell'esercito lituano durante l'assenza di Chodkiewicz a Dorpat, e nella battaglia di Kircholm comandò l'intero lato sinistro dell'esercito lituano. Il reggimento comandato da Sapieha resse miracolosamente ad uno dei principali contrattacchi dell'esercito svedese, guidato personalmente dal re Carlo IX di Svezia. La partecipazione alla campagna di Livonia gli fece guadagnare grande fama tra la nobiltà polacca, per questa ragione, nel 1606, Sapieha ricevette un titolo, la contea di Uświat e il parlamento, l'anno seguente, lo premiò con 10,000 złoty.
Durante la famigerata e sanguinosa ribellione di Zebrzydowski contro il re Sigismondo III Vasa, nonostante l'iniziale simpatia per i ribelli, alla fine Sapieha sostenne il partito del re e continuò a favorire la sua politica reale.
Nell'agosto 1607, essendo stato precedentemente persuaso da Lew Sapieha, offrì i suoi servizi al falso Dimitri II. Su ordine di quest'ultimo catturò la città di Wiaźma e sconfisse le truppe di Basilio IV di Moscovia il 2 ottobre 1608. L'anno seguente combatté uno scontro presso Kaljazin sul fiume Volga contro le forze moscovite il cui esito lo costrinse a togliere l'assedio dal Monastero della Trinità di San Sergio. Con l'inizio della spedizione di Mosca del re Sigismondo nel 1605 Sapieha aveva preferito inizialmente astenersi dai combattimenti e non sostenere il monarca in questa campagna, tuttavia, sotto la forte pressione della nobiltà polacca e dell'esercito, aveva poi deciso di aiutare il sovrano impegnato in territorio russo. Il 25 giugno 1610 le truppe polacche riunite avevano così eletto come loro etmano Jan Piotr Sapieha, in sostituzione del precedentemente defunto generale Różyński. In luglio, Sapieha andò quindi a Mosca dove, il 27 agosto firmò un accordo con la Duma dei boiardi che depose il falso Dimitri ed assegnò la corona russa al principe Ladislao, futuro sovrano polacco-lituano.
Dopo la morte di Dimitri, nel dicembre 1610, Sapieha tentò invano di conquistare il villaggio di Kaluga. Rivolse quindi le attenzioni alla vicina cittadina di che conquistò con successo. Da gennaio a marzo 1611 condusse i negoziati con i boiardi con speranza o di indebolire la posizione delle truppe del re, comandate personalmente da Stanisław Żółkiewski, o di collocarsi sul trono russo. Il 27 marzo 1611 il re, preoccupato della sua della crescente popolarità dell'etmano tra i comandanti militari dell'Est, promise a Sapieha pagamenti e stipendi per le truppe, guadagnando così la fiducia del suo generale. Sapieha si unì a lui l'8 maggio, e il 18 giugno i due arrivarono a Mosca; tuttavia l'etmano era scontento e in qualche modo rifiutò di combattere con le forze nemiche che assediavano il Cremlino di Mosca. Demoralizzati dalla mancanza di salari pagati e dalle pessime condizioni igieniche nei campi, i soldati polacchi caddero nell'apatia mentale e smisero immediatamente di combattere. Il 15 settembre Sapieha si ammalò gravemente e fu trasferito nel palazzo del Cremlino, dove morì il 15 ottobre 1611.

## Discendenza
Sapieha sposò Zofia Sapieha Wejher dalla quale ebbe:
- Andrzej Stanisław (1592-1646)
- Jan (~1606-1629)
- Florian (1608-1637)
- Paweł Jan (1609-1665)